# Diadora
La Diadora S.p.A. è una società di abbigliamento italiana, con sede a Caerano di San Marco in Veneto, che produce calzature, magliette e altri articoli quali zaini e borse. L'azienda è stata sponsor tecnico della Nazionale italiana di calcio dal 1986 al 1994 e ha sviluppato collaborazioni tecniche con sportivi internazionali come i tennisti Bjorn Borg e Jennifer Capriati, i calciatori Roberto Bettega, Marco Van Basten, Roberto Baggio e George Weah, gli automobilisti Niky Lauda e Ayrton Senna.
Dal 2021 Diadora, dopo trent'anni, rilancia una linea di scarpe tecniche da corsa made in Italy, rilanciando così il prestigio del marchio a livello internazionale.

## Storia

### Guida Danieli
La zona pedemontana veneta era nota per la produzione di calzature, una tradizione iniziata durante il periodo della Grande guerra, quando nel Trevigiano, ritrovatosi sul fronte, si diffuse la produzione di calzature militari per supportare i soldati. L'industria continuò anche nei decenni successivi, sviluppandosi e specializzandosi ulteriormente.
È in questo contesto che nasce l'azienda Diadora (a Caerano di San Marco, nel 1948), come ditta specializzata in scarponi da montagna: il fondatore Marcello Danieli, chiamato anche Ottavio perché ultimo di otto fratelli, aiutato dalla moglie e da un socio, Rinaldo Menegon, inizia una produzione artigianale. All'inizio scarpe da lavoro nei campi e da boscaiolo. Non c'è ancora il marchio, la pelle è comprata in Toscana; Danieli va in giro a vendere il prodotto: nel giro di pochi anni il calzaturificio sarà noto per la sua qualità, prima nel Veneto e quindi in tutta Italia.
Nel gennaio 1967 i due soci si separano e nasce il Calzaturificio Diadora. Con gli anni Sessanta e il più diffuso benessere che investe l'Italia, Diadora, grazie all'acquisto di nuovi macchinari e brevetti americani di produzione (come ad esempio la pressofusione), si evolve in una vera e propria fabbrica, con produzione di dimensioni e processi industriali, ma riuscendo a mantenere un'ottima qualità, e con essa la fama a livello nazionale. Ma gli anni Sessanta portano anche a una maggiore attenzione degli italiani verso il mondo sportivo, e ciò spinge Diadora ad aggiungere alle pedule e agli scarponi la produzione di scarponi da sci e di Doposcì.
Nel 1970 l’azienda si aggiudica il premio per la stivaleria da montagna dell’Accademia Internazionale dell’Alta Moda di Torino. Nel 1976 istituisce il Premio Atleta d’Oro, un riconoscimento ai migliori atleti e professionisti sportivi di tutto il mondo che diventa nell’arco di circa quindici anni la più importante manifestazione sportiva del genere. Strutturato in sezioni – Atleta d’Oro, Giovane speranza, Premio Giornalistico, Premio Fotografico, Miglior Tecnico Sportivo – è stato conferito tra gli altri a Sara Simeoni, Guido Zucchi, Franco Baresi, Pietro Mennea, Giuseppe Bergomi, Giovanni Trappattoni, Tamara Bykova, Michel Platini, Diego Armando Maradona, Emanuela Audisio, Arrigo Sacchi, Salvatore Schillaci, Nicoletta Grifoni.
Negli anni Settanta, e in particolare con Montréal 1976, il marchio (all'inizio i cerchi olimpici; dal 1973 assume la forma della freccia alata) si impone nel mondo dello sport attraverso la sponsorizzazione di alcuni celebri campioni del tennis e del calcio, fra i quali Björn Borg, Roberto Bettega, Marco Tardelli, Walter Zenga e Giuseppe Gentile, seguiti dall'atletica leggera, da Gabriella Dorio sino a Ben Johnson. Questa campagna di sponsorizzazione traina Diadora in ambito internazionale: la produzione supera i tre milioni di paia, che vengono distribuiti da oltre 3.500 punti di vendita in 45 paesi di tutto il mondo. Grazie a Diadora (in cui già da tempo lavorano i tre figli di Marcello Danieli, ossia Roberto, Pierluigi, Diego) nasce anche la moda della scarpa da tennis calzata al di fuori del contesto sportivo, usata dai ragazzi come accessorio casual.
Sempre negli anni Settanta è attuata una diversificazione della gamma di sport sponsorizzati, che ingloba pallacanestro, pallavolo, pugilato, scherma, automobilismo, motociclismo, ciclismo e pentathlon, ma soprattutto la creazione nel 1981 del Centro Ricerche Diadora in collaborazione con i bioingegneri e gli ortopedici del Politecnico del Don Gnocchi di Milano, che porta a Diadora grandi innovazioni tecniche e materiali d'avanguardia.
Oggi Diadora è uno dei maggiori marchi nel mondo dello sport ed è nota anche attraverso il marchio Utility Diadora, con cui è capofila nella produzione di scarpe antinfortunistiche.

### Guida Moretti Polegato

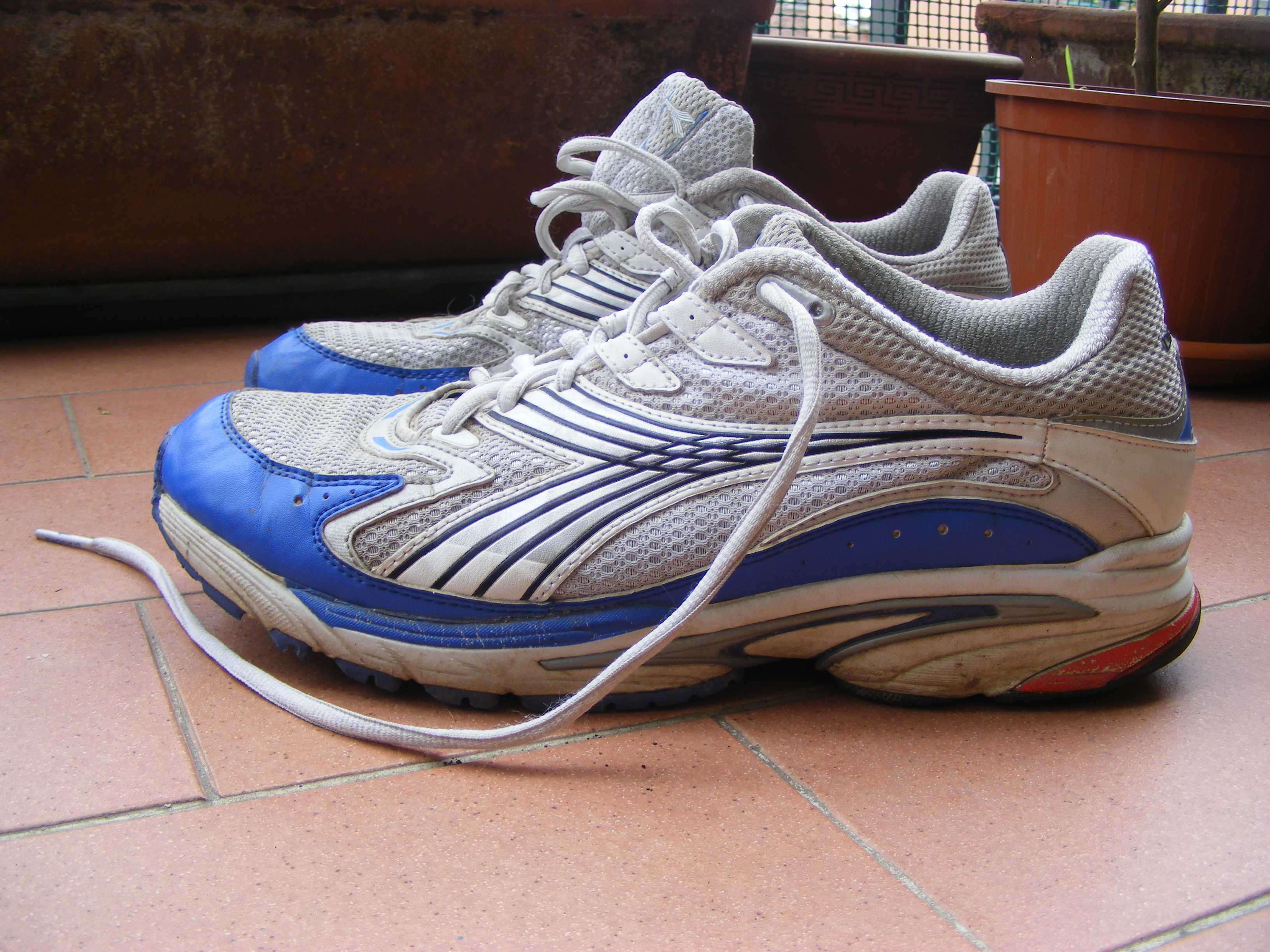
Diadora Mythos Axeler, un modello della gamma 2009

L'intenso sviluppo (nel 1997 la società ha ricavi per 550 miliardi delle vecchie lire e 650 dipendenti) desta qualche affanno. Il 30 giugno 1998 l'Invicta, storica azienda torinese specializzata in zaini, acquista l'azienda di Caerano, fondendosi successivamente con essa e spostando nel Trevigiano la propria sede principale. Il sodalizio è però destinato a durare poco: la pessima situazione economica del gruppo costringe nel 2006 alla vendita dell'Invicta alla Seven, mentre tre anni dopo sarà lo stesso marchio Diadora a essere ceduto dal curatore fallimentare alla finanziaria della famiglia Moretti Polegato, azionista di riferimento del gruppo montebellunese Geox. La proprietà sarà così controllata al 100% dalla Lir, la cassaforte della famiglia Moretti Polegato (85% di Mario Moretti Polegato, 15% del figlio Enrico Moretti Polegato). La guida dell'azienda sarà affidata al figlio del fondatore della Geox. L'azienda viene ristrutturata con una diminuzione del numero dei dipendenti e nel 2016 Enrico Moretti Polegato, trentacinquenne e avvocato, dichiara che il risanamento è stato completato. Nel 2016 più del 60% del fatturato (arrivato a quota 152 milioni di euro con un aumento del 18,4%) è ottenuto in Italia.
Nel 2021 il fatturato è triplicato grazie a una strategia diversificata di crescita del marchio avviata con la politica di reshoring nel 2015 e basata successivamente sulla differenziazione dei target tra life style e sport e cospicui investimenti nella ricerca e innovazione. Negli ultimi anni, Diadora ha anche puntato sulla sostenibilità, cercando di ridurre l'impatto ambientale dei suoi processi produttivi, avviando l’utilizzo di materiali riciclati e promuovendo pratiche di produzione più eco-sostenibili. L'azienda è riuscita a rimanere una delle principali eccellenze italiane nel settore delle scarpe e dell'abbigliamento sportivo, aprendosi anche al mercato statunitense.

### Made in Italy
Diadora ha iniziato a dislocare la produzione all'estero negli anni '90 guidata da considerazioni economiche e strategiche, volte a sfruttare i vantaggi competitivi offerti dalla produzione in Paesi con costi del lavoro più bassi, come in quel periodo fecero molte aziende a livello globale. Nel 2015 Diadora ha riaperto la manovia di Caerano di San Marco, investendo anche nella formazione e nello sviluppo delle competenze del personale, e ha avviato una politica di rilocalizzazione riportando in Italia la produzione di prodotti che erano precedentemente delocalizzati all'estero. La riorganizzazione della catena di approvvigionamento e la creazione di partenariati con fornitori locali ha potuto garantire un sempre maggiore controllo di qualità dei prodotti fabbricati in Italia e una considerevole riduzione dei tempi di consegna. La produzione nazionale ha anche consentito a Diadora di promuovere l'etichetta "Made in Italy" e beneficiare dell'immagine di alta qualità associata ai prodotti italiani.
Nel 2020 il Centro di Ricerca, chiuso temporaneamente negli anni Novanta, viene riaperto e nel 2022 avviata la collaborazione tecnica per la ricerca con il marciatore Massimo Stano, vincitore della medaglia d’oro alle Olimpiadi di Tokyo del 2021, e nel 2023 quella con il velocista italiano Samuele Ceccarelli.
Nel 2021 Diadora lancia Equipe Atomo storica scarpa da running dell’azienda che dopo 30 anni torna ad essere studiata, sviluppata e prodotta in Italia.

## Marchio

### Nome
Il nome venne suggerito a Danieli da un suo rappresentante: Diadora era il nome antico di Zara, la città dalmata in cui era nato e da dove era dovuto fuggire profugo in Italia, a seguito della cessione della città alla Jugoslavia. C'è anche chi sostiene che prese spunto da uno storico sodalizio sportivo fondato nel 1898 a Zara e rifondato poi dagli esuli nel 1962 al Lido di Venezia, il Circolo Canottieri Diadora. Etimologicamente di derivazione greca, Diadora ha comunque un doppio significato: il primo si lega alla zona dalmata di Zara (più precisamente, con Diadora veniva indicato lo zaratino); il secondo significato deriva dall'unione delle parole greche dia e dorea, che in italiano si può tradurre con 'condivisione di doni o onori'.

### Logo
Il logo creato nel 1972, chiamato cinque palle, era composto di cinque cerchi formati delle lettere in minuscolo d, a, do, a, a somiglianza del simbolo delle Olimpiadi; nel 1973 alla scritta, più spessa e con le lettere maggiormente distanziate e piene, si aggiunge un fregio che diverrà il logo dell'azienda, disegnato dall'ex dipendente Sergio Gallina; dal 2018, per festeggiare i 70 anni, è stato rispolverato il logo in uso nel 1973.

## Sponsorizzazioni
Diadora è diventata famosa soprattutto grazie alla campagna di sponsorizzazione di squadre e atleti nazionali ed internazionali cominciata negli anni Settanta e proseguita fino a oggi. La Diadora è sponsor e fornitore ufficiale di molti atleti in vari sport, dal tennis al ciclismo fino al calcio.

### Tennis
Nel 1972 inizia la prima sponsorizzazione tecnica con Martin Mulligan, prima come tennista e poi come allenatore della squadra italiana per circa dieci anni, ebbe il merito di introdurre il marchio nell’ambiente federale tennistico. Seguirono a lui tra gli altri Bjorn Borg, Guillermo Vilas, Jennifer Capriati. Con Borg si instaurò in rapporto di collaborazione che portò l’azienda a sviluppare prodotti anche per altri sport, atletica leggera, running, pallacanestro. Per il tennista svedese fu creato un prototipo di scarpa con battistrada di gomma a mille piolini per una maggiore aderenza al terreno erboso di Wimbledon. Successivamente questo tipo di suola innovativa fu inclusa tra gli indumenti regolamentari di quel campo. Dal 1991 al 1997 ha sponsorizzato la Coppa Davis commerciando una linea dedicata. Famosi tennisti come Gastón Gaudio, David Sánchez, Boris Becker, utilizzano prodotti Diadora.
A marzo 2022 l'italiana Martina Trevisan, nuova n.10 del circuito WTA, è diventata Brand Ambassador; nel circuito ATP veste il tennista Alejandro Davidovich Fokina ed il tedesco Jan-Lennard Struff.

### Calcio
Nel 1978 Diadora realizza un prototipo di scarpe da calcio per Roberto Bettega che il calciatore indossa durante un’amichevole Italia-Argentina durante la Campionati del Mondo. È stata fornitrice ufficiale della nazionale italiana di calcio dal 1986 al 1994 vestendola nei campionati mondiali Messico 1986, Italia 1990 e di USA 1994, oltre a Euro 1988 in Germania Ovest; inoltre, ha fornito i palloni Samba 90 per la coppa delle nazioni africane 1994.
Furono sviluppate nuove tecnologie per migliorare la performance degli atleti, come l'introduzione dei primi tacchetti intercambiabili sulle scarpe da calcio e l’introduzione di un design personalizzato e colorato per squadre o singoli calciatori.
Alcuni calciatori famosi hanno scelto Diadora per il loro abbigliamento tecnico e non solo, come Marco Tardelli, Artur Antunes Coimbra (meglio noto come Zico), Walter Zenga, Paolo Maldini, Marco Van Basten, Gianluca Vialli, Frank Rijkaard, Francesco Totti, Antonio Cassano, Filippo Inzaghi, Felipe Melo, Giuseppe Signori, Christian Panucci, K'akhaber K'aladze, Christian Vieri, Martin Jørgensen; e specialmente ha avuto come suo maggior testimone Roberto Baggio. Diadora sponsorizza il Viking FK e il Giresunspor. Fino al 2019, è stata inoltre sponsor tecnico dell'Associazione Italiana Arbitri. Dalla stagione 2022 - 2023 diventa il nuovo sponsor tecnico del Giresunspor nella Super Lig turca, sponsorizza il Mağusa Türk Gücü e del Eskişehirspor nella KTFF Süper Lig o Birinci Lig e sarà presente anche in Danimarca sulle maglie Helsingør e del Vendsyssel nella 1. Division.
Nell’ambito del calcio femminile Diadora ha sponsorizzato la calciatrice della nazionale giamaicana Allyson Swaby, oggi al Milan, Paige Nielsen dell’Angel City FC e Yuki Nagasato che ha giocato nella nazionale giapponese durante i mondiali di Cina e Germania ed è attaccante nella Chicago Red Stars.

### Atletica leggera
Nell’ambito dell’atletica la prima sponsorizzazione iniziò con Gabriella Dorio nel 1977, seguirono tra le altre quelle di Venanzio Ortis, Stefano Mei, Edwin Moses, Sebastian Coe, Ben Johnson, Salvatore Antibo. Tra il 1990 e 1992 sponsorizza la prima atleta algerina Hassiba Boulmerka a vincere il mondiale per l’atletica leggera di Tokyo e la Medaglia d’oro alle Olimpiadi di Barcellona. Diadora è stata pioniera nella sponsorizzazione delle nazionali di atletica degli stati africani.

### Ciclismo
Nel ciclismo la presenza di Diadora è sempre stata massiccia, supportando diversi atleti, tra cui Cadel Evans, Francesco Moser, Cameron Wurf, Gianni Bugno, Laurent Fignon, Danilo Di Luca e Damiano Cunego.

### Motociclismo e Automobilismo
Dal 2021 Diadora riemerge anche in Italia, firmando un nuovo importante accordo di sponsorizzazione con la Ducati Corse che la riporta, dopo le importanti sponsorizzazioni nella Formula 1 di Niky Lauda, Alan Prost e Ayrton Senna, ad essere ancora protagonista nel Motor sport, ed in particolare nella Moto GP ed in Superbike.

### Pallacanestro
Nel 1993 Diadora ha firmato un contratto pluriennale di sponsorizzazione con la Federazione Italiana Pallacanestro per fornire l'abbigliamento ufficiale alla squadra italiana. Ha anche sponsorizzato vari club di pallacanestro, tra gli italianane la Pallacanestro Virtus Roma e la Pallacanestro Varese tra quelli europei la Stella Azzurra Roma in Italia, la Union Olimpija in Slovenia, l'AEK Atene in Grecia e il Galatasaray in Turchia.

### Pallavolo
Una delle sponsorizzazioni più importanti di Diadora nel campo della pallavolo è stata quella con la nazionale italiana maschile dal 2011 al 2016. Diadora ha anche sponsorizzato alcune squadre di club di pallavolo, come ad esempio dal 2016 l'Imoco Volley Conegliano, squadra di punta del campionato italiano femminile. Tra gli atleti più importanti in questa disciplina che hanno collaborato con Diadora c’è Andrea Zorzi, giocatore del club di Modena.

### Rugby
Diadora è stata anche sponsor tecnico di numerosi club di rugby a 15 in Italia e in Europa: la nazionale italiana, i club italiani come il Calvisano e il Petrarca Rugby, la squadra francese del Biarritz Olympique durante la sua partecipazione alla Top 14, la massima divisione del rugby francese. Inoltre ha sviluppato una partnership con Alessandro Zanni, ex capitano della nazionale italiana di rugby e ambassador di Diadora per diversi anni. Nel 2018 Diadora diventa sponsor tecnico del club Benetton Rugby Treviso.

### Boxe
Durante la sua carriera, Mayweather ha indossato gli indumenti e le scarpe Diadora nei suoi allenamenti e incontri. Oltre a lui ha sponsorizzato e collaborato con diverse squadre e atleti emergenti nel mondo della boxe amatoriale e professionistica e finanziato competizioni di boxe a livello locale e internazionale, contribuendo a far crescere e sviluppare il settore.

## Critiche
Nel 2006 secondo la Guida al vestire critico: «Diadora ottiene parte dei suoi prodotti da terzisti localizzati in Cina, Birmania e Vietnam, paesi che vietano ogni libertà sindacale»; la stessa fonte afferma che «nel 2001, nella fabbrica indonesiana PT Istana Garmindo Jaya, che produceva per diverse imprese europee, fra cui [...] Diadora, un sindacalista è stato licenziato. [...] vi sono state proteste dei lavoratori per chiedere il reintegro del sindacalista, ma la dirigenza ha rifiutato. Per giunta ha impedito agli scioperanti il rientro in fabbrica».
Dalla gestione Enrico Moretti Polegato, Diadora ha avvitato delle politiche di sostenibilità lungo tutta la filiera produttiva, come risulta dal rapporto di sostenibilità pubblicato nel 2021. L'approccio collaborativo utilizzato dall'azienda nei confronti dei fornitori permette di verificare le condizioni del personale e dei fornitori stessi. Nel 2021 l'azienda ha aderito all'iniziativa Better Cotton per contribuire al miglioramento delle condizioni di vita delle comunità che dipendono dalla coltivazione del cotone in modo più sostenibile, proteggendo e ripristinando contestualmente l'ambiente.
Negli ultimi anni Diadora si è aggiudicata le certificazioni di sostenibilità dall’ente certificatore Ecovadis, medaglia d’oro nel 2020-21, medaglia di platino nel 2021-22 e medaglia d’oro nel 2024-25.